# ألكوروتشيس
بلدية الخُرُوج أو (نقحرة: ألكوروتشيس) (بالإسبانية: Alcoroches) هي بلدية تقع في مقاطعة وادي الحجار التابعة لمنطقة قشتالة والمنجى وسط إسبانيا.

## الديموغرافيا
بلغ عدد سكان بلدية الخُرُوج 166 نسمة عام 2011 (وفقاً للمعهد الوطني الإسباني للإحصاء).
| 211 | 196 | 175 | 165 | 169 | 169 | 166 |